# International Society for Plant Pathology
De International Society for Plant Pathology (ISPP) is een internationale vereniging die zich richt op de wereldwijde promotie van fytopathologie en de verspreiding van kennis met betrekking tot plantenziekten en het bewaken van de gezondheid van planten. De organisatie is in 1968 opgericht en is aangesloten bij de International Union of Biological Sciences (IUBS) en de International Union of Microbiological Societies (IUMS). Ook bestaat er een band met de Food and Agriculture Organization (FAO).
De ISPP is sponsor van een internationaal congres, het International Congress of Plant Pathology. Dit congres wordt vanaf 1968 elke vijf jaar gehouden. Er bestaan internationale samenwerkingsverbanden met diverse organisaties, waaronder de European Foundation for Plant Pathology. De ISPP stelt comités in om zich bezig te houden met specialistische werkgebieden of problemen binnen de fytopathologie. Met de International Newsletter on Plant Pathology, houdt de organisatie mensen op de hoogte van de activiteiten. 
In samenwerking met Springer is de ISPP verantwoordelijk voor het wetenschappelijke tijdschrift Food Security. Vanaf 1993 wordt de  in 1923 ingestelde Jakob Eriksson Prize uitgereikt op het International Congress of Plant Pathology voor bijdragen aan de kennis van de fytopathologie.